# Arroz vaporizado

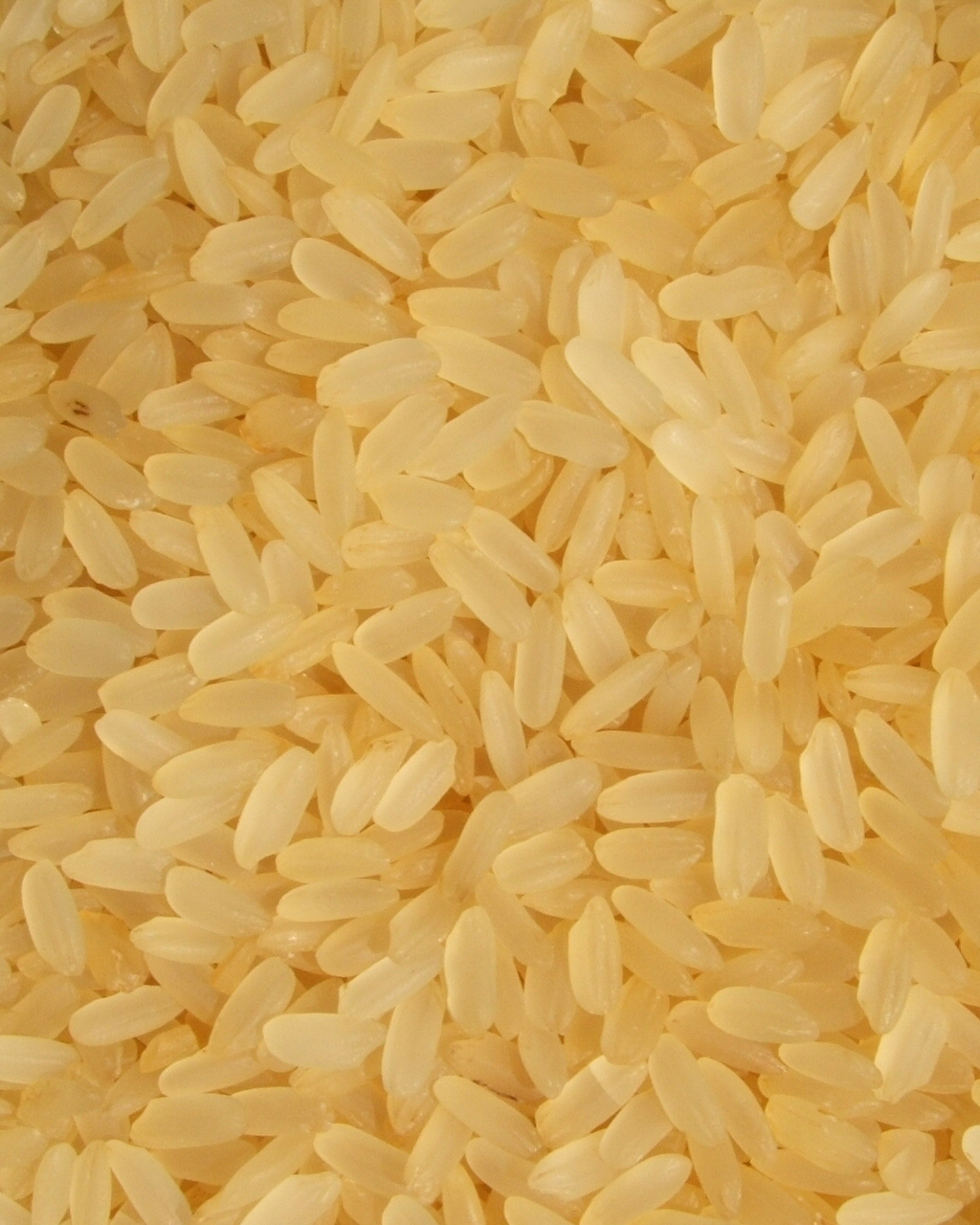
Arroz vaporizado.

El arroz vaporizado (o "parboiled", precocido) se obtiene tras someter al arroz con cáscara a un remojo de 60 °C y a continuación, a una fuerte presión de vapor, así se elimina una buena parte del almidón, conservando vitaminas y sales minerales que los arroces tradicionales pierden durante su pulido. El proceso de vaporizado hace al arroz más fácil de procesar a mano, mejora su perfil nutricional y cambia su textura.
Pulir el arroz a mano, es decir, retirar la capa de fibra, es más fácil si el arroz ha sido vaporizado. Sin embargo, es algo más difícil procesarlo mecánicamente, ya que la fibra queda algo aceitosa, lo que tiende a atascar las máquinas.
El proceso de vaporizar traslada nutrientes, especialmente la tiamina, de la fibra al grano, por lo que el arroz vaporizado tiene un 80% del valor nutricional del arroz integral.
El almidón del arroz vaporizado se gelatiniza, haciéndolo más duro y brillante que otros arroces. Por esto requiere más tiempo de cocción, quedando más firme y menos pegajoso. En diversos países, el arroz vaporizado se precocina para acortar el tiempo de cocción a los compradores.